# Nu vi vandra till Jerusalem
Nu vi vandra till Jerusalem är en psalm av Johannes Alfred Hultman. Texten bygger på Matteusevangeliet 20:8 "Se, vi gå upp till Jerusalem". Psalmen har fyra 4-radiga verser samt en 2-radig körtext, som lyder:
Skall ock jag en gång
Sjunga Lammets nya sång?
som sjungs i repris mellan verserna 1 och 2 samt en gång mellan verserna 2 och 3.

## Publicerad i
- Hjärtesånger 1895 som nr 244 under rubriken "Blandade sånger" under punkt 10 "Hemlandssånger".